# Мельник, Пётр Владимирович
Пётр Влади́мирович Ме́льник (18 июня 1957, село Ремчицы Ровенской области — 16 декабря 2018, Киев) — украинский государственный и общественный деятель, доктор экономических наук. Народный депутат Украины III, V, VI созывов. Бывший ректор Национального университета государственной налоговой службы (подписавший заявление об отставке на заседании суда по делу об обвинениях его коррупции).

## Биография
В 1976 году окончил Ирпенский индустриальный техникум.
Трудовую деятельность начинает в 1978 году в Ирпенском индустриальном техникуме. В 1984 году окончил Киевский технологический институт легкой промышленности. С 1991 года возглавляет Ирпенский индустриальный техникум. В 1996 году получил звание магистра делового администрирования получил после окончания Киевского экономического университета. В 2002 году окончил юридический факультет Академии ГНС Украины.
Научная деятельность очерчена проблемами экономического и правового обеспечения налоговой политики государства. Является автором более 100 научных работ, целого ряда монографий, автором и соавтором 16 учебников и учебных пособий, где освещаются проблемы налогообложения.
В 1998 году избран в парламент Украины III созыва от Народно-демократической партии под № 8, где занимал должность заместителя председателя Комитета Верховной Рады Украины по вопросам законодательного обеспечения правоохранительной деятельности. За это время в депутатском активе создано 8 законопроектов и более 200 поправок, дополнений в других законопроектов, которые в большинстве принятые Верховной Радой Украины.
В 2001 году был соавтором Закона Украины «О государственно-правовом эксперименте развития местного самоуправления в Ирпене, поселках Ворзель, Буча, Гостомель, Коцюбинское Киевской области», принятый Парламентом Украины.
Народный депутат Украины V созыва с 2006 года от Партии регионов, № 143 в избирательном списке. Заместитель главы бюджетного комитета Рады.
Народный депутат Украины VI созыва с 30 марта 2010 года (получил мандат после сложения полномочий рядом депутатов), № 180 в избирательном списке на выборах 2007 года. Заместитель главы бюджетного комитета Рады.
В 2012 году Петр Мельник проиграл выборы в народные депутаты Украины на 95-м избирательном округе в городе Ирпень, заняв 3-е место.
В августе 2013 г. объявлен во всеукраинский, межгосударственный и международный розыск по линии Интерпола из-за получения взятки.
Петр Мельник скончался в возрасте 61 года от двусторонней пневмонии в больнице «Феофания».

## Членства
- Заместитель председателя Комитета Верховной Рады Украины по вопросам бюджета[источник не указан 4325 дней].
- Член группы межпарламентских связей с Соединёнными Штатами Америки[источник не указан 4325 дней].
- Член группы по межпарламентским связям с Российской Федерацией[источник не указан 4325 дней].
- Член группы по межпарламентским связям с Республикой Сингапур[источник не указан 4325 дней].
- Член группы межпарламентских связей с Республикой Польша[источник не указан 4325 дней].
- Член группы по межпарламентским связям с Республикой Хорватия[источник не указан 4325 дней].
- Член группы по межпарламентским связям с Французской Республикой[источник не указан 4325 дней].

## Оценки деятельности
Бывший премьер-министр Украины Юлия Тимошенко, узнав о насилии Петра Владимировича над нардепом Ириной Геращенко во время выборов городского головы Обухова в марте 2012 года, из колонии описала Петра «тучным, огромным и наглым мужиком» и отметила, что:

В хлеву таким людям место, а не в законодательном органе. Таких людей надо гнать из политики, гнать из парламента

## Дело о взятке 2013 года
27 июля 2013 года стало известно, что Петра Мельника задержали во время получения взятки в размере 40 и 80 тысяч гривен, которые он вымогал у двух граждан Украины за поступление их родственников в Национальный университет государственной налоговой службы Украины, который он возглавлял, а во время обыска в его кабинете обнаружено ещё 30 тыс. долларов. Позже Пётр Мельник был госпитализирован в больницу.
Суд не смог определиться с мерой пресечения в отношении Петра Мельника 29 июля, так как тому якобы стало плохо и 30 июля, когда Мельник сначала не явился в суд, и его позже привезли в здание суда в карете скорой помощи. Вместе с тем, по мнению представителей прокуратуры, Мельник «умышленно уклоняется от рассмотрения судьей-следователем ходатайства об избрании ему меры пресечения в виде содержания под стражей, злоупотребляя своим правом, а также состоянием здоровья», а суд принял решение о принудительном приводе подозреваемого для участия в судебном заседании 1 августа. Позже стало известно, что Петра Мельника готовят к операции на сердце.
9 августа 2013 года стало известно, что подозреваемый Пётр Мельник, находившийся под домашним арестом, бежал, избавившись от электронного браслета. Был объявлен во всеукраинский, межгосударственный и международный розыск по линии Интерпола, скрывался в США.
1 апреля 2014 года Мельник вернулся на Украину и был задержан. 2 апреля 2014 года Печерский районный суд Киева избрал для Мельника меру пресечения в виде залога в сумме 22,8 миллиона гривен. 7 мая Апелляционный суд Киева снизил размер залога Мельнику до 609 тысяч гривен.
28 мая 2015 года Петру Мельнику было сообщено о подозрении в совершении преступлений, предусмотренных ч.5 ст.191 (присвоение, растрата имущества или завладение им путём злоупотребления служебным положением) и ч.2,3 ст.368 (Принятие предложения, обещания или получения неправомерной выгоды должностным лицом) Уголовного кодекса Украины.
8 июля 2015 года Ирпенский городской суд оправдал Мельника. 5 ноября 2015 года апелляционный суд Киевской области отменил приговор и направил дело на повторное рассмотрение.
25 ноября 2015 года ГПУ завершила расследование уголовного дела против Мельника по ч. 2 ст. 368, ч. 3 ст. 368, ч. 4 ст. 368 по фактам получения ими по предварительному сговору от студентов вуза неправомерной выгоды на общую сумму 177 тыс. грн за содействие в зачислении на пятый курс на бюджет. Против Мельника расследуется ещё одно дело прокуратурой Киевской области по факту получения неправомерной выгоды.

## Семья[3]
- Жена — Татьяна Мельник.
- Сестра — Елена Мельник — председатель правления ОАО «Киевское специализированное ремонтно-строительное общество».
- Брат — Александр Мельник — владелец 43 % акций компании ОАО «Киевское специализированное ремонтно-строительное общество»
- Сын — Максим Мельник — владелец 20 % акций компании ОАО «Киевское специализированное ремонтно-строительное общество».